# 유창 (상향후)
유창(劉昌, ? ~ ?)은 전한 말기의 제후로, 장사효왕의 아들이다.

## 생애
건평 4년(기원전 3년), 상향후(湘鄕侯)에 봉해졌다.
상향후 창 11년(8년), 전한이 멸망하여 작위가 박탈되었다.

## 출전
- 반고, 《한서》 권15하 왕자후표 下